# Julio Vega Batlle
Julio Vega Batlle (6 de mayo de 1899 – 23 de abril de 1973) fue un diplomático y escritor de obras y novelas dominicano. Nació en Santiago de los Caballeros, se graduó en la Universidad de Santo Domingo, se convirtió en juez, y se desempeñó como diplomático de la República Dominicana en las legaciones de Londres, Inglaterra; La Habana, Cuba; y Río de Janeiro, Brasil.

## Lecturas complementarias
- Anadel: La Novela de la Gastrosofia, novela de Julio Vega Battle, disponible en línea en el Digital Library of the Caribbean (dLOC)
- Antología de la Dominicana Literatura

- Datos: Q6309564